# Archaehierax sylvestris
Archaehierax sylvestris war eine Greifvogelart, die im späten (jüngeren) Oligozän auf dem damals dicht bewaldeten australischen Kontinent verbreitet war und an der Spitze der Nahrungskette stand.

## Beschreibung
Im Jahr 2021 fanden Paläontologen ein gut erhaltenes Fossil von Archaehierax sylvestris in der Namba-Formation: Demnach war der Vogel etwas größer als der Schwarzbrustweih, aber etwas kleiner als ein Keilschwanzadler. Der Greiffuß hatte eine Spannweite von 15 Zentimetern. Die Flügelknochen bzw. Flügel waren für einen Vogel seiner Größe außerdem relativ klein und daher angepasst an die dichte Vegetation, die auf dem australischen Kontinent zu jener Zeit (vor etwa 25 Millionen Jahren) vorherrschte.

## Verhalten
Archaehierax sylvestris war laut den Entdeckern des Fossils ein eher langsamer Flieger und erbeutete seine Nahrung als Ansitzjäger. Kletterbeutler, Kängurus und andere Pflanzenfresser sowie Wasservögel zählten zu seinen potenziellen Beutetieren.

## Systematik
Archaehierax wird von den Erstbeschreibern der Familie der Habichtartigen (Accipitridae) zugeordnet und dort in eine eigenen Unterfamilie gestellt, die Archaehieraxinae.